# وندی لی
وندی لی (انگلیسی: Wendee Lee؛ زادهٔ ۲۰ فوریه) بازیگر، صداپیشه، نویسنده و کارگردان فیلم اهل ایالات متحده آمریکا است. وی از سال ۱۹۸۱ میلادی تاکنون مشغول فعالیت بوده‌است. 
از فیلم‌ها یا برنامه‌های تلویزیونی که وی در آن نقش داشته‌است، می‌توان به رزیدنت ایول: نفرین‌شدگی و ویپلش اشاره کرد.